# Opatów (Slesia)
Opatów è un comune rurale polacco del distretto di Kłobuck, nel voivodato della Slesia.
Ricopre una superficie di 73,54 km² e nel 2004 contava 6 754 abitanti.